# Dasyprocta iacki
Dasyprocta iacki és una espècie de mamífer rosegador de la família dels dasipròctids. És endèmic del Brasil (Paraíba i Pernambuco). El seu hàbitat natural és la Mata Atlàntica. Es desconeix si hi ha cap amenaça significativa per a la supervivència d'aquesta espècie. Fou anomenat en honor del mastòleg brasiler Gilson Evaristo Iack-Ximenes.